# 얍복강
얍복강(Jabbok)은 구약의 대표적 인물인 야곱의 생애 결정적 사건의 장소이며, “이스라엘”이라는 이름의 기원이 되는 장소이다.

## 어원적 의미
“얍복”은 “흐름”이라는 뜻이다. 아랍어 이름은 “자르카(Zarqa)”인데, 그 의미는 “푸른 강”이다. 얍복강은 트랜스요단(Transjordan), 즉 요단강 동편에 있는 요단강 지류로서 갈릴리 바다와 사해 사이에 있다.

## 지리적 접근

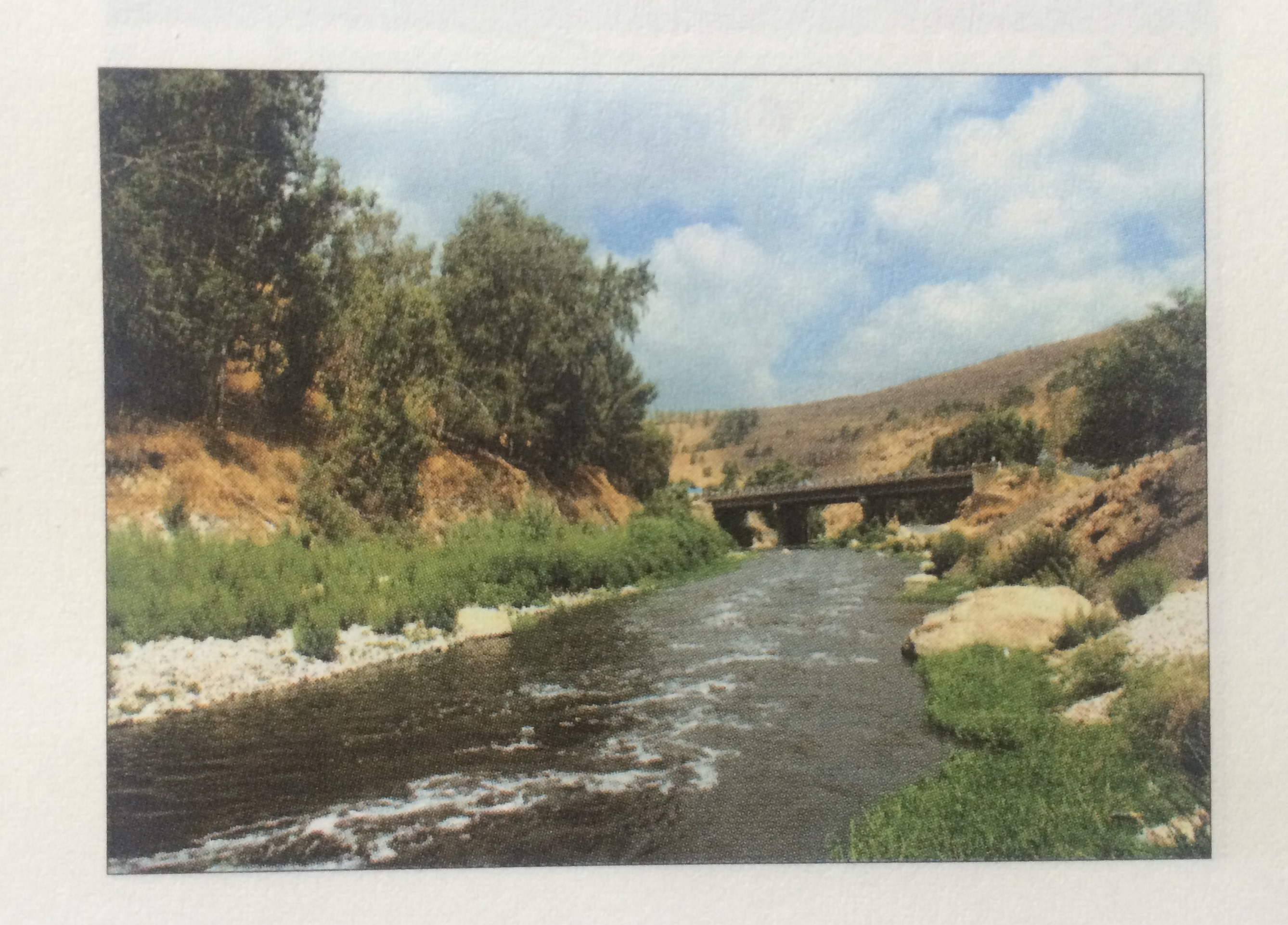
얍복강 사진 (출처: GPS성경지명사전, 홍순화)

하란에서 고향으로 돌아오는 야곱이에서를 만나기 전 천사와 씨름한 후에 이스라엘이라는 명칭을 얻은 브니엘이 있는 곳이다(창 32:23-30), 야곱의 가족들이 건넌 지점은 얍복 나루라고 기록되었다(창 32:22). 얍복나루(The ford of Jabbok)는 건널 수 있는 여울을 뜻하며 브니엘 부근으로 추정된다. 이곳은 가나안에 정착한 이스라엘 민족 중 요단강 동편을 정복한 두 지파 반이 머무르던 길르앗 지역의 중앙에 위치한 곳이다(신 3:16). 이스라엘 백성은 아르논 강에서 얍복강에 이르는 영토를 아모리 왕 시혼과의 전쟁에서 배앗았다(민 21:24; 수 12:2; 삿 11:13,22). 이스라엘 백성은 자신들과 암몬 자손의 경계선을 얍복강으로 보았다(수12:2).
얍복강은 와디 자르카(Wadi az-zarqa)와 동일시된다. 와디 자르카는 요단 계곡의 중요한 네 개의 와디 중의 하나이다. 얍복강은 성경과 관련된 중요한 곳들을 지나는 강이다. 랍바(암만), 마하나임, 로드발, 브누엘, 사르단, 아담을 지나 요단 강과 연결되며 이 강의 길이는 100km에 이른다.

## 성경에 나와 있는 얍복강의 출처
성경에 “얍복”에 대하여 나오는 곳은 다음과 같다.
1. 창 32:22 밤에 일어나 두 아내와 두 여종과 열한 아들을 인도하여 얍복 나루를 건널새
2. 민 21:24 이스라엘이 칼날로 그들을 쳐서 무찌르고 그 땅을 아르논에서부터 얍복까지 점령하여 암몬 자손에게까지 미치니 암몬 자손의 경계는 견고하더라
3. 신 2:37 오직 암몬 족속의 땅 얍복강 가와 산지에 있는 성읍들과 우리 하나님 여호와께서 우리가 가기를 금하신 모든 곳은 네가 가까이 하지 못하였느니라
4. 신 3:16 르우벤 자손과 갓 자손에게는 길르앗에서부터 아르논 골짜기까지 주었으되 그 골짜기의 중앙으로 지역을 정하였으니 곧 암몬 자손의 지역 얍복강까지며
5. 수 12:2 시혼은 헤스본에 거주하던 아모리 족속의 왕이라 그가 다스리던 땅은 아르논 골짜기 가에 있는 아로엘에서부터 골짜기 가운데 성읍과 길르앗 절반 곧 암몬 자손의 경계 얍복강까지이며
6. 삿 11:13 암몬 자손의 왕이 입다의 사자들에게 대답하되 이스라엘이 애굽에서 올라올 때에 아르논에서부터 얍복과 요단까지 내 땅을 점령했기 때문이니 이제 그것을 평화롭게 돌려 달라 하니라
7. 삿 11:22 아르논에서부터 얍복까지와 광야에서부터 요단까지 아모리 족속의 온 지역을 점령하였느니라

## 신학적 의의

### 야곱이이스라엘로, 하나님이 사람의 이름을 바꾸시다(창 32:24-32)
구약성경이 기록될 당시에 사람의 이름은 그 사람의 신앙적 정체성과  고백,삶의 방향을 나타내는 중요한 수단이다. 그러하기 때문에 구약시대 사람들에게 이름을 짓는 것은 굉장히 중요한 일이었다. 그런데 이러한 중요한 의미를 가지고 있는 이름이 중도에 바뀐다는 것은 그 사람의 삶의 방향이나 운명에 있어서 중대한 변화를 나타내는 것을 볼 수 있다. 더군다나 하나님의 신적개입에 의한 개명의 사건은 하나님께서 그 사람의 방향을 변화시켜가심을 나타내는 것을 보게 된다.
그러한 차원에서 얍복강은 하나님의 신적개입에 의한 한 사람의 운명이 바뀐 중요한 장소와도 같은 곳이다. 그 곳에서 하나님의 천사와 씨름한 야곱의 이름을 하나님은 친히 이스라엘로 바꿔주신다. 이는 자기의 잔꾀를 의지하며 살았던 야곱이 아닌 하나님과 겨루어 승리하는 이스라엘의 삶으로 하나님이 친히 바꾸어주신 것을 볼 수 있다.